# Australian Open 2020 (rolstoelvrouwendubbel)
Op het Australian Open 2020 speelden de rolstoelvrouwen de wedstrijden in het dubbelspel op donderdag 30 en vrijdag 31 januari 2020 in het Melbourne Park te Melbourne.

## Toernooisamenvatting
De Nederlandse titelverdedigsters Diede de Groot en Aniek van Koot waren het eerste reekshoofd.
De derde Nederlandse deelneemster, Marjolein Buis, speelde samen met Zhu Zhenzhen (China) – zij strandden in de eerste ronde.
Het ongeplaatste duo Yui Kamiji en Jordanne Whiley won het toernooi. In de finale versloegen zij de als eerste geplaatste Nederlandse titelverdedigsters Diede de Groot en Aniek van Koot in twee sets. Het was hun tiende gezamenlijke grandslamtitel, de derde op het Australian Open. De Japanse Kamiji had daarnaast vijf eerdere dubbelspeltitels met andere partners; de Britse Whiley geen.

## Geplaatste teams
| Nr. | Team                                 | Resultaat    | Uitgeschakeld door         |
| --- | ------------------------------------ | ------------ | -------------------------- |
| 1.  | Diede de Groot Aniek van Koot        | finale       | Yui Kamiji Jordanne Whiley |
| 2.  | Sabine Ellerbrock Kgothatso Montjane | eerste ronde | Yui Kamiji Jordanne Whiley |

## Toernooischema
| Legenda | Legenda                  |
| ------- | ------------------------ |
| Q       | Qualifier                |
| WC      | Deelname via wildcard    |
| LL      | Lucky Loser              |
| r       | Opgave / trok zich terug |
| w/o     | Walk-over                |
| Alt     | Alternate                |
| SE      | Special Exempt           |
| PR      | Protected Ranking        |
| d       | Diskwalificatie          |

|  | eerste ronde | eerste ronde                         | eerste ronde               | eerste ronde | eerste ronde |                               |   | finale | finale | finale | finale | finale |
|  |              |                                      |                            |              |              |                               |   |        |        |        |        |        |
|  | 1            | Diede de Groot Aniek van Koot        | 6                          | 6            |              |                               |   |        |        |        |        |        |
|  |              | Marjolein Buis Zhu Zhenzhen          | 3                          | 3            |              |                               |   |        |        |        |        |        |
|  |              | Marjolein Buis Zhu Zhenzhen          | 3                          | 3            | 1            | Diede de Groot Aniek van Koot | 2 | 4      |        |        |        |        |
|  |              |                                      |                            |              |              | Diede de Groot Aniek van Koot | 2 | 4      |        |        |        |        |
|  |              |                                      | Yui Kamiji Jordanne Whiley | 6            | 6            |                               |   |        |        |        |        |        |
|  |              | Yui Kamiji Jordanne Whiley           | Yui Kamiji Jordanne Whiley | 6            | 6            | 6                             | 6 |        |        |        |        |        |
|  |              | Yui Kamiji Jordanne Whiley           |                            |              |              | 6                             | 6 |        |        |        |        |        |
|  | 2            | Sabine Ellerbrock Kgothatso Montjane | 1                          | 4            |              |                               |   |        |        |        |        |        |